# جيك هولدن
جيك هولدن هو متزلج على الثلوج كندي، ولد في 25 سبتمبر 1987 في هالتون هيلز في كندا.

## وصلات خارجية
- جيك هولدن على موقع أوليمبيديا (الإنجليزية)
- جيك هولدن على موقع اللجنة الأولمبية الكندية (الإنجليزية)